# NG (용어)
NG는 텔레비전, 영화, 라디오 등에서 "no good"의 약자로 사용되는 용어이다. 연출 내지 진행 착오로 인해 녹음이나 녹화가 잘못된 것을 의미한다. 영어권에서는 블루퍼(영어: blooper)라고 하며, NG는 동아시아 한정으로 사용된다.

## 같이 보기
- 아웃테이크